# Districtul Bouzareah
Bouzareah este un district din provincia Alger, Algeria.